# Le Port d'Antibes en Provence, vu du côté de la terre
Le Port d'Antibes en Provence, vu du côté de la terre, est une peinture à l'huile sur toile réalisée en 1756 par le peintre français Joseph Vernet. Conservée au musée national de la Marine de Paris, l'œuvre est un dépôt du musée du Louvre depuis 1943.

## Genèse de l'œuvre
C’est l’un des quinze tableaux réalisés pour la série Vues des ports de France, commandée en 1753 par le marquis de Marigny pour le roi Louis XV et exécutée entre 1754 et 1765.
Cette vue représente l’actuel port Vauban à Antibes. Les notes et la correspondance de Vernet contiennent peu de mentions de son séjour. Il évoque toutefois son travail dans une lettre au marquis, en 1755 :

« Je travaille toujours au tableau d'Antibe ; j'espère que le port, quoique peu considérable, ne faira pas un movais effet en peinture. »

La commande de ce tableau est motivée par la situation géographique d'Antibes, à la frontière entre l’Italie et la France. Vernet qualifie l’activité portuaire de « peu considérable » et met ainsi davantage en valeur, dans sa composition, l’environnement naturel du port.

## Description
La vue est prise au coucher du soleil, de l’intérieur du port. Le site est un mouillage naturel protégé par deux pointes rocheuses avec, à l’est, le fort Carré. À l’horizon, on aperçoit les Alpes couvertes de neige.
Deux navires sont représentés à l’entrée de l’anse Saint-Roch : une frégate arborant le pavillon de l’ordre maltais et un caboteur à gréement latin. 
La mer et le port servent de décor à la scène se déroulant au premier plan. Plusieurs personnages sont représentés vaquant à différentes occupations : certains discutent, un homme fume la pipe, une troupe de soldats entre dans la ville, deux paysannes cueillent des figues tandis que d'autres récoltent des oranges.
La composition encadrée par deux arbres et le mouvement de la troupe de soldats mènent le regard vers le bassin portuaire, au centre du tableau.